# 基輔市旗
基輔市旗由基輔市議會通過於1995年5月25日。這面旗幟是藍底，中央是基輔的守護神大天使米迦勒。